# Пощенска марка
Вижте пояснителната страница за други значения на Марка.
Пощенска марка е знак, свидетелстващ за заплатена пощенска услуга, преди всичко изпращане и доставяне на кореспонденция. Традиционно марките се издават във вид на хартиена лента с лепило от едната страна и изображение и надписи от другата, която се залепва на пощенските пликове или колети. Като правило, освен номиналната стойност на заплатената услуга, на марката се указва държавната принадлежност, годината на издаване. Печатат се и декоративни елементи.

## История
Идеята за хартиена лепенка като знак за заплатена услуга е предложена през 1834 г. от британеца Джеймс Чалмърс. Парламентът на Великобритания законодателно закрепя новата концепция през 1839 г. През 1840 г. са отпечатани първите в историята пощенски марки – „Черното пени“, на които е изобразена кралица Виктория в профил.
По-късно Световният пощенски съюз въвежда правилото, задължаващо на марките да се указва страната издател с латински букви. Великобритания, като първата в историята страна използваща марки, е била освободена от спазването на това правило.
В България пощенски марки започват да се използват след Освобождението, като първите марки са имали номинална стойност 5 сантима, тъй като все още не е съществувала българска парична единица.

## Филателия
Филателията се занимава с пощенските марки, а хората, които колекционират марки, се наричат филателисти.
Марките могат да бъдат в серии или единични. Основен проблем с пощенските марки е, че лесно се фалшифицират, но не всеки различава оригинала от фалшификата.
Но някои дефектни марки са много ценни. Такава е например „Обърнатата конница“. На 14 февруари 1911 е пусната в употреба серията „Изгледи и портрети“, която съдържа дванадесет стойности. Поредицата е в употреба до 1918. В нея марката от 50 ст. представя цар Фердинанд и синовете му княз Борис и принц Кирил. Точно тази марка става куриоз при българските марки. През 1913 в Пловдив попада лист от въпросната марка, която е завъртяна на 180 градуса спрямо текста в марката. Днес са известни само около 30 такива марки, като всичките са клеймовани.